# 야나기와라 뱌쿠렌
야나기와라 뱌쿠렌(柳原白蓮, 1885년(메이지 18년) 10월 15일 ~ 1967년 (쇼와 42년) 2월 22일)은 다이쇼에서 쇼와시대에 걸쳐 활동한 가인이다. 본명은 미야자키 아키코(宮崎燁子)이며, 옛 성은 야나기와라(柳原), 기타코지(北小路), 이토(伊藤)이다. 다이쇼 3미인 중에 한명. 뱌쿠렌사건으로도 알려져 있다. 아버지는 야나기와라 사키미쓰 백작, 어머니는 사키미쓰의 첩의 한사람으로, 야나기바시의 게이샤가 되었던 몰락한 사족의 딸인 "오쿠쓰 료"이다. 다이쇼 천황의 생모인 야나기와라 나루코의 조카로, 다이쇼 천황과는 사촌동생 뻘이다.

## 생애

### 성장 과정
도쿄에서 태어났다. 아버지 사키미츠가 화려한 로쿠메이칸에서 탄생했다는 소식을 듣고 「아키코(燁子) 」라고 이름을 지어줬다. 아키코는 생후 7일째가 되던 날, 야나기와라가에 거두어져서, 사키미츠의 정실인 하츠코의 차녀로 입적이 되었다. 사키미츠의 본저에서는 측실인 「우메(梅) 」 (원래는 야나기와라 나루코의 시녀) 가 와서, 아이가 없는 우메가 아키코를 거두려고 부탁했지만, 정실인 하츠코가 그것을 저지하기 위해 아키코를 자신이 거두겠다고 이야기를 했다. 생모인 료는 1888년 (메이지 21년) , 아키코가 3살이 되던 해에 병사하였다.
하츠코를 어머니로 정해지고 얼마 안되어서, 당시 화족의 관습으로 시나가와의 종자 도매상을 하는 집에 수양딸로 보내져, 유모인 마스야마 쿠니와 수양부모의 애정 아래, 변두리의 자연이 풍부한 환경에서 길러진다. 학교에 갈 나이인 6살이 된 때에, 야나기와라가에 돌아와, 하츠코에게 화족의 딸로써 교육을 하였다. 1892년 (메이지 25년) , 아자부 난잔초등학교에 입학한다.
1894년 (메이지 27년) , 9살에 먼 친척뻘인 자작 키타코지 요리미츠, 北小路隨光, 1832〜1916)의 양녀가 되어, 초등학교도 전학을 갔다. 키타코지가는 부부 사이의 자식이 요절했기 때문에, 아버지 사키미츠의 동생이 양자가 되었지만, 요리미츠가 하녀에게 아들 (스케타케,資武)를 낳게 하면서 양자 관계가 해소되었고, 그 대신에, 아키코를 스케타케의 아내로 맞이하는 조건으로 입양되었다. 같은 해, 아버지 사키미츠가 사망하고, 이복오빠인 요시미츠가 야나기와라의 가독을 이어받았다.

### 첫 번째 결혼과 이혼

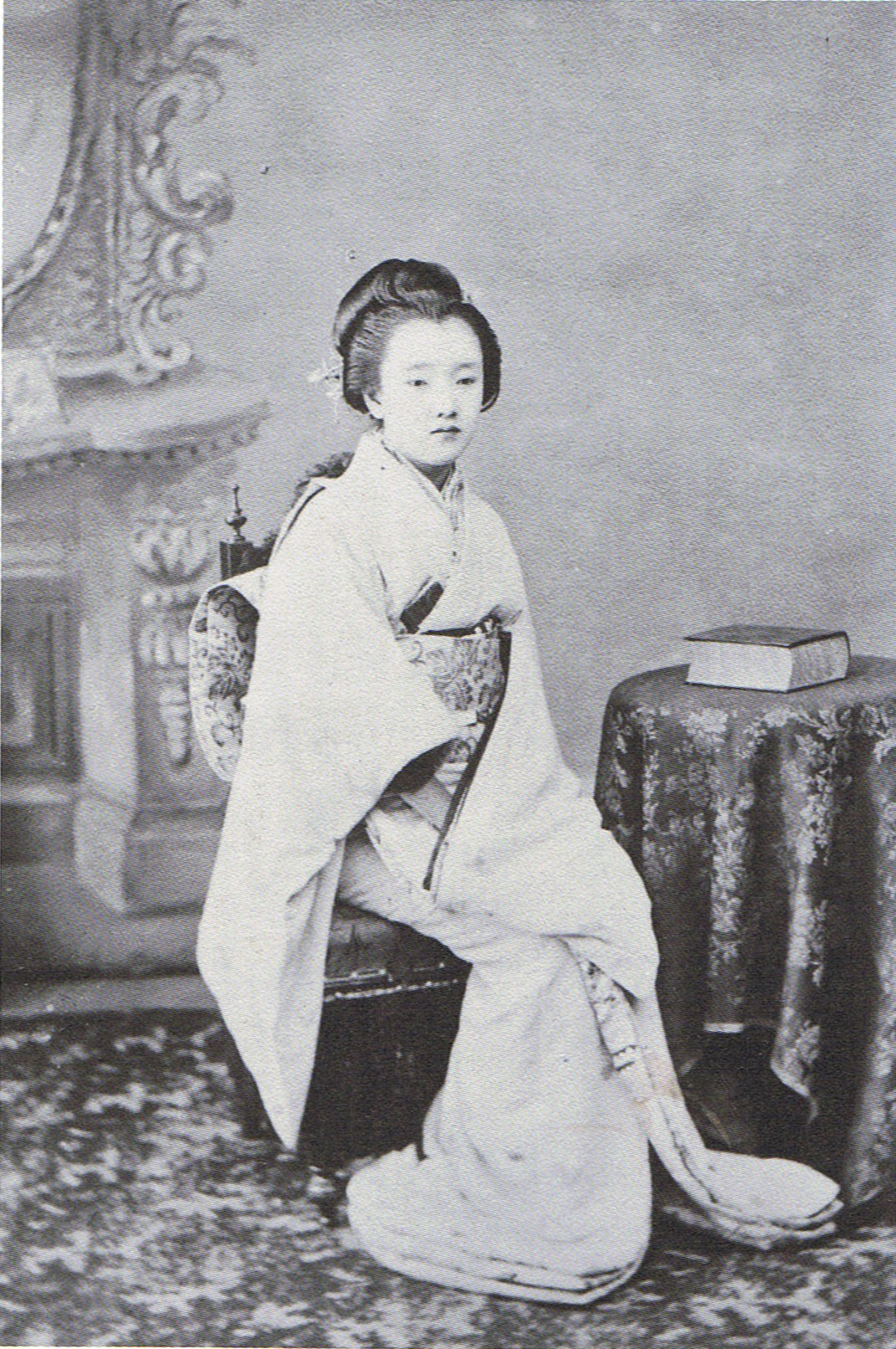
키타코지가 시대, 16살의 아키코

키타코지가에서 양부인 요리미츠에서 와카의 지도를 받는다. 1898년 (메이지 31년) , 13살에 화족여학교 (현 가쿠슈인 여자중등과) 에 입학한다. 키타코지가에서 경제적으로 괴로운 점에서 양부모와 여학교 입학을 주저했지만, 아키코의 강한 소원에 의해, 자동차가 아닌 도보로 통학한다는 조건으로 실현시켰다. 동거하는 스케타케는 7살 연상인데다가 지적 장애가 있었다고 해서, 한창 사춘기 시기에 아키코가 다른 남자와 동석했다는 그것 하나로 질투해서 폭력을 행사한 경우도 있었다. 결혼상대임을 몰랐던 아키코는 스케타케에게 겁을 먹고 싫어했고, 결혼을 급하게 치루려는 양부모에게 울면서 항의했지만, 어느 날, 스케타케에게 「너 같은건 첩의 자식이다」라고 폭로당해서 자신의 출생을 알게되었다. 하츠코를 생모로 알고 있었던 아키코에게는 돌아갈 장소를 잃게 된 사건이었다. 화족령과 그것을 바탕으로 정해진 야나기와라 가법이라 말하는 법의 관리 아래에 있는 아키코는 선택의 여지는 없고, 결혼을 승낙하게 되어서, 얼마 안있어 임신한 아키코는 여학교를 자퇴하였다. 1900년 (메이지 33년) , 키타코지 저택에서 조촐한 결혼식을 올리고, 다음 해인 1901년 (메이지 34년) , 15살에 남자아이 (이사미츠, 功光)를 출산했다.
이사미츠 탄생하고 반년 후, 양모 히사코의 제안으로 키타코지 연고가 있는 교토로 일가족이 이사하게 된다. 전혀 친구가 없는 교토에서의 생활은 아이 양육은 히사코가 맡았고, 어렸을 때의 동창과 아이처럼 놀면서 집에서는 가정부에게 손 대는 남편과는 부부의 애정도 없었으며, 아키코는 점점 더 외로움을 느꼈다. 결혼하고 5년 후, 아키코는 소송에 의해 사정을 안 야나기와라가와 교섭이 성립되어, 1905년 (메이지 38년) , 아이는 남기고 간다는 조건 하에 이혼이 성립되었고, 20살에 친정에 돌아왔다.

### 유폐 생활과 여학교 입학
도쿄에 돌아온 아키코는 「소박맞았다」라는 이유로 야나기와라 본저에 들어가지도 못하게 되고, 어머니 하츠코의 은거처에서 감독하에 놓여져, 문 밖으로 한 발자국도 내딛지 못하는 유폐나 다름없는 생활이 되다. 인사 이외에는 거의 누구와도 말을 섞지 못하는 생활 중, 언니 노부코의 조처에 고전, 소설을 넣어주어서, 오로지 독서로 나날을 보내는 일이 4년간 계속되었다. 그 사이에, 다시 아키코의 의향과 상관없이 혼담이 진행되어, 예물 교환의 날짜까지 결정되지만, 아키코는 집을 탈출하여, 시나가와의 유모의 집까지 달린다. 그러나, 유모 마스야마 쿠니는 아키코의 유폐중 사망해있었다. 가출한 아키코는 노부코가 감싸줘서 오빠 요시미츠 부부의 곁에 맡겨졌다. 1908년 (메이지 41년) , 새언니 하나코의 가정교사가 졸업생이었기에 그 인연으로, 토요에이와여학원 (현 토요에이와죠가쿠인 고등부) 에 23살에 편입하여, 기숙사생활을 보내는 것으로 되었다. 이 시기에, 노부코의 소개로 사사키 노부츠나가 주재인 단가 죽백회(短歌の竹柏会) 에 입문하다. 최초의 결혼으로 화족여학교를 중퇴해야 했던 아키코에게는 다시 배울수 있는 행복한 학교 생활이었다. 여학교에서 항상 연하의 학생들과도 마음을 터놓고, 그 중에서도 나중에 번역가가 되는 무라오카 하나코와는 친분을 돈독히 하여 「심복의 벗(腹心の友)」이 되어, 노부츠나를 하나코에게 소개하였다. 또, 자선 사업에 관심을 갖는 등, 견문을 넓혔다. 1910년 (메이지 43년) 3월, 토요에이와여학교를 졸업했다.

### 재혼

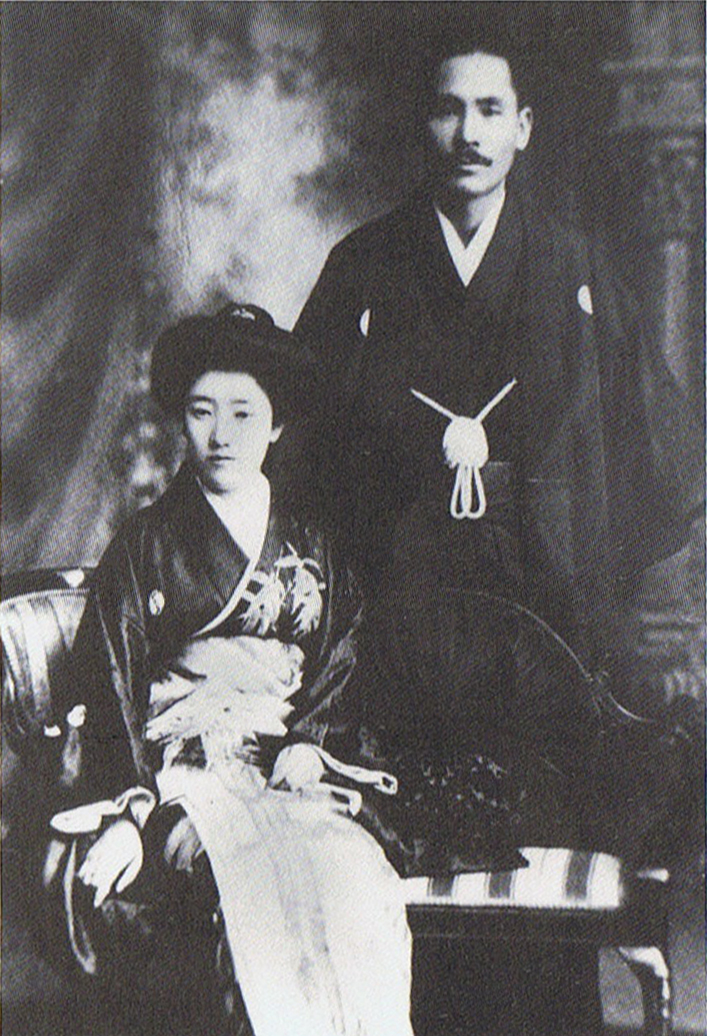
1911년 (메이지 44년) 3월, 이토 덴에몬과 야나기와라 아키코의 결혼사진

1910년 (메이지 43년) 11월, 우에노 세이요켄에서 아키코와 규슈의 탄광왕 이토 덴에몬 (伊藤伝右衛門) 과 맞선이 이루어졌다. 중개인은 토쿠노 미치요시와 미츠비시 광업 모지 지점장으로 야나기와라가와 관계가 있는 타카다 마사히사. 아키코는 당일, 그것을 맞선이라고는 알려주지 않았다. 덴에몬은 50살, 탄광 노동자로부터의 잔치였고, 학문은 없었고, 아내를 잃은 직후였다. 이야기는 당사자를 떠나, 중개를 한 사람들에 의해 빠르게 마무리 되었다. 부모 자식 정도의 나이차, 신분, 교양 모두 너무 어울리지 않아, 일출기세의 사업가로 부호라지만, 노동자 출신으로, 지방의 일개 탄광주가 「황실의 번담(皇室の藩塀) 」인 백작가에서 아내를 얻은 것은, 전대미문의 일로, 「화족의 딸이 매물로 나왔다」고 화제가 됐다.
이례적인 결혼으로 신문에선, 야나기와라가의 고액의 납채금, 매개자에 대한 사례, 궁내성에의 운동 자금 등, 막대한 돈이 움직인 것이 쓰여졌다. 배경에는 귀족원 의원인 오빠 요시미츠의 선거자금 목적과, 당대에 벼락출세한 대의원과 상훈 등, 다양한 직함을 얻은 덴에몬이, 후처에게 명문 화족의 가문을 요구한 것이 있었다고 보여진다. 25살에, 주늑이 든 소박 맞은 아키코는, 나이 차가 많이 나는 남편은 아내를 아껴주고, 이토가 여학교를 경영하고 있어, 그 재력으로 여성 교육과 사회봉사를 할 수 있다는 새언니의 설득을 받아들였다. 최초로 불행한 결혼에서 벗어나, 이번에야말로 평화로운 가정을 얻어, 진정한 사랑을 받고 싶다는 생각도 있었다.
다음 해인 1911년 (메이지 44년) 2월 22일, 히비야대신궁에서 결혼식이 행해지고, 제국호텔에서 성대한 피로연이 행해졌다. 『도쿄니치니치신문』에서 결혼식까지 3일 동안, 두 사람의 자질구레한 경력 등을 적은 「燁子と伝ねむ」라는 제목의 기사가 연재돼, “황금 결혼”이라는 큰 축복을 받았다. 결혼식 전에 한 신문 취재에 대해서, 덴에몬은 야나기와라가와 중개인의 고액의 금액을 건낸 것을 부인하고, 아키코의 오빠 요시미츠는 어울리지 않는 결혼에 대해 「소박맞았으니까」라고 답했다.

### 탄광왕의 아내

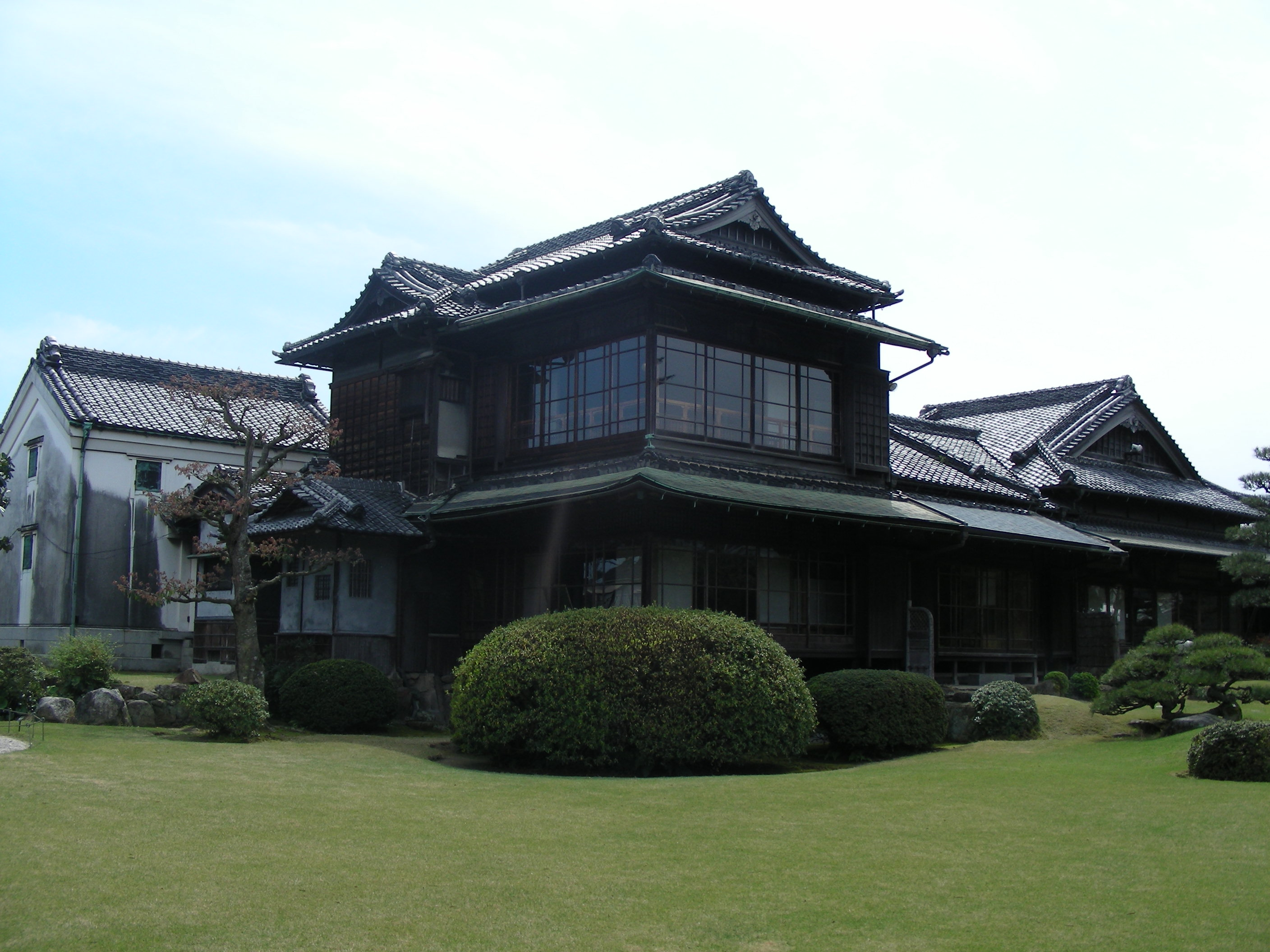
이즈카시 코우부쿠로의 구 이토 덴에몬 저택. 2층이 아키코의 처소. 뒷편의 창고는 아키코의 세간도구를 담는 곳간으로, 신분을 반영해 바닥이 한 단계 높게 만들어졌다.

후쿠오카현 카호군 오오타니무라 오오아자 코우부쿠로 (현 이즈카시)의 이토 저택은 온갖 사치를 다한 대개축이 이뤄지면서 아키코를 맞이했다. 거기서 아키코는, 이토가의 복잡한 가족 구성을 알게 된다. 전 부인 사이에선 아이는 없다고 들었던 덴에몬에게는 첩 사이에서 초등학교 6학년인 친딸 시즈코가 있었다. 양사자(養嗣子) 로서 여동생의 아이이자 대학생인 카네츠구(金次) , 그 남동생이자 초등학교 1학년인 하치로(八郎) 가 있었고, 아버지 덴로쿠(伝六) 가 첩으로 낳게한 이복 여동생 뻘인 여학생 하츠에(初枝) 와 외사촌 동생 등도 그곳에서 살았다. 덴에몬은 젊은 시절의 방탕함이 지나쳐 아이를 가질 수 없는 몸이었고, 아키코는 친자식을 가질 수 없는 불안정한 처지로, 수많은 하인, 하녀도 함께 사는 복잡한 대가족의 여주인이 된다.
아키코는 먼저, 가풍의 개혁에 임해, 말투나 가족간・사용인과의 사이의 호칭을 고쳐 아침 식사를 빵식으로 바꾸었다. 나름대로의 어머니의 의무로써, 시즈코와 하츠에는 최첨단 교육을 시키기 위해, 자신의 모교인 토요에이와여학교에 편입학시키고, 사위를 자신의 친척으로부터 돌보았다. 하치로도 훗날, 아키코의 혈육인 레이제이가에서 아내를 맞이했다. 꿈에 그리던 여학교 경영에 대해서는, 덴에몬의 「돈은 내되, 말은 하지 않는다」의 주의로 이루어질 수 없었다.
그때까지 화려한 여성 편력이 있던 덴에몬이었지만, 아키코와의 결혼 즈음에, 오랜 기간 첩이었던 츠네와 헤어지는 등, 신변정리는 하고 있었다. 그려나 하녀 중 우두머리인 사키(サキ)는 집안 살림을 꾸려나가기 위해 필요했던 터라 집안에 두고있고, 첩의 위치에서 집안을 책임지는 사키와 아키코는 극렬히 대립한다. 이 하녀 중 우두머리 문제는 꼬이고 꼬여서, 도쿄에서 아키코를 일단 친정에 맡기는 대화를 갖게 될 때까지 발전한다. 결국, 사키를 코우부쿠로의 집에서 나가게 하는 것으로 결정이 나지만, 이미 사위를 맞이한 야나기와라가에 아키코가 돌아갈 자리는 없었고, 이토의 집에서 쫓겨나면 생활할 길도 없는 자신의 약점을 알게되는 사건이었다. 또한, 유곽에 드나드는 일이 잦았던 덴에몬에게 병을 옮았다는 것도 화족 집안의 아키코에게는 큰 굴욕으로 다가왔고, 부부간의 균열은 깊어만 갔다. 이토가에서 고립이 심해져간 아키코는, 교토에 있는 덴에몬의 오래 전부터 첩이었던 노구치 사토(野口さと)를 신뢰하고, 그 여동생인 오유(おゆう)를 코마즈카이(심부름하는 어린 하녀, 小間使い) 로써 후쿠오카 코우부쿠로로 불러들였다. 1년 정도 지나고 나서, 오유에게 덴에몬의 첩이 되어 줄 것을 간청한다. 자신의 처지를 지키기 위해, 스스로 남편에게 첩을 주고, 같은 침소에서 셋이 나란히 누운 적도 있었다고 한다. 오유가 병으로 교토에 돌아간 후에, 아키코의 소원에 따라, 다시 사토가 덴에몬의 첩을 맡았다.

### 치쿠시(筑紫)의 여왕 ㆍ 뱌쿠렌(白蓮)

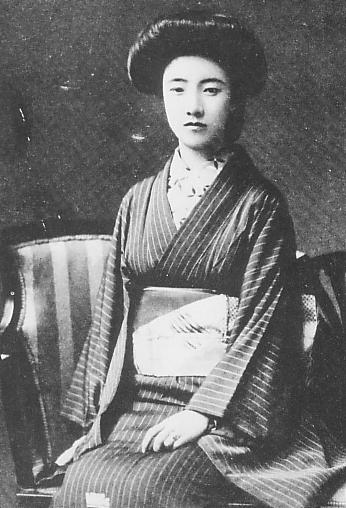
뱌쿠렌

그런 뒤틀린 결혼생활의 오뇌ㆍ고독을 아키코는 오로지 단가에 맡겨, 죽백회 기관지 『마음의 꽃(心の花) 』에 계속 발표했다. 스승인 사사키 노부츠나는, 사생활을 적나라하게 노래하는 내용에 깜짝 놀라, 본명이 아닌 아호의 사용을 권유해,믿었던 니치렌(日蓮)에서 따서 「뱌쿠렌(白蓮) 」이라는 필명으로 활동하게 된다. 1911년 (메이지 44년) 『마음의 꽃(心の花) 』 6월호에서 「뱌쿠렌(白蓮) 」의 호를 처음 사용한다. 후쿠오카 텐진마치(天神町)의 별저를 중심으로 규슈 제국대학 교수 의학박사이면서 가인인 쿠보 이노키치 (久保猪之吉) , 그의 아내이자 하이쿠 시인인 쿠보 요리에 (久保より江) 등과 교류하며, 후쿠오카 사교계에서 화려하게 활동했다. 1915년 (다이쇼 4년) 3월, 『마음의 꽃(心の花) 』의 총서로 첫 번째 가집(歌集) 『후미에(踏絵) 』를 자비로 출판한다. 가단(歌壇)에서 찬반을 부르며 화제가 되고, 신문에서도 호의적으로 다뤄진다. 인기 화가 타케히사 유메지(竹久夢二) 가 삽화를 다룬 호화로운 장정의 책 출판 배경에는 노부츠나가 유메지에게 의뢰가 있었다고 하며, 또, 덴에몬의 고액의 출자가 있었다. 이 해, 오이타현 벳푸에 광대한 이토가 별장이 완공되어, 많은 문화인이 찾는 아키코의 문화살롱이 된다. 아키코는 남편을 두려워하며 늘 신경 쓰는 생활을 하는 한편, 쿠보 교수나 육군 중위・후지이 타미스케(藤井民助) , 후쿠오카니치니치신문기자 이토 세이이치 등, 여러 상대와 노래와 편지 위에서 가상적인 연애의 밀고 당기기를 하며, 우울한 마음의 구원을 구하고 있었다.
1917년 (다이쇼 6년) 말, 후쿠오카 광무서장 노다 이사무(野田勇) 에게 탄광주로부터 뇌물을 받은 혐의로 대규모 검찰 조사가 들어간 치쿠호의혹사건이 일어난다. 다음 해 1918년 (다이쇼 7년) 4월 초, 노다 부인의 친구인 아키코가 뇌물을 준 측의 증인으로서 출석했다. 공식 석상에 나타나면서 화제가 되었고, 『오사카아사히신문』은 4월 11일부터 「치쿠시의 여왕 아키코」라는 제목으로 10회에 걸친 연재 기사를 실어, 큰 반향을 일으킨다. 7년 전의 어울리지 않는 결혼 생활로 거슬러 올라가며, 불행한 결혼 생활에 한탄한다는 기사에는 뱌쿠렌의 노래가 인용돼 있으며, 이 연재 기사를 계기로 뱌쿠렌이 아키코인 것, 「치쿠시의 여왕」이라는 호칭이 전국적으로 알려지게 된다. 또한, 가단 내에서는 화제가 됐지만, 대중적으로는 알려지지 않았던 가집 『후미에(踏絵) 』도 일반인에게 팔리기 시작했다. 1919년 (다이쇼 8년) 3월, 시집 『궤장의 그림자(几帳のかげ) 』・가집 『환상의 꽃(幻の華) 』을 간행한다. 벳푸의 별장을 찾은 키쿠치 칸이 1920년 (다이쇼 9년) 출간한 『진주부인(真珠夫人) 』은 아키코가 모델로 알려져 베스트 셀러가 되었다.

### 사랑에 살다.
1919년 (다이쇼 8년) 12월, 희곡 『시만게도(指鬘外道) 』를 잡지 『해방(解放) 』에 발표한다. 이것이 평판이 높아 책을 내게 되어, 협의를 위해 1920년 (다이쇼 9년) 1월 31일, 『해방(解放) 』의 주필로 편집을 하고 있던 미야자키 류스케가 벳부의 별장을 방문한다. 류스케는 7살 연하의 27살, 쑨원을 지원한 미야자키 토텐의 장남으로, 도쿄제국대학 법과 3학년에 재학하면서 신인회(新人会)를 결성해 노동운동에 전념하고 있었다. 신인회의 후원한 것이 요시노 사쿠조 등 학자에 의한 여명회(黎明会)이며, 『해방』은 여명회의 기관지였다.
부모님 모두 확고한 운동권의 피를 이어받아, 시대의 선단을 달리는 사회 변혁의 꿈을 말하는 류스케는 아키코가 지금까지 만난 적이 없는 신선한 사상의 소유자였다. 아키코는 처음 만난 류스케에게 「자신의 생활은 이렇게 글을 쓸 뿐, 다른 어떤 즐거움도 없다.」는 처지를 밝히고 있다. 벳푸에 이틀 밤을 묵고, 협의를 마친 후, 닛포본선을 타는 류스케를 아키코는 코쿠라까지 배웅했다. 그 후, 사무적인 편지 속에 일상 보고와 연애 편지가 섞이는 편지 왕래가 시작된다. 3월에 『시만게도(指鬘外道) 』를 간행, 쿠니에타 칸지의 연출로 6월에 도쿄 이치무라좌에서 상연되어, 아키코는 원작자로서 연극 책읽기와 무대연습 견학을 위해, 몇차례 시누이인 하츠에를 동반하고 상경, 그 사이에 류스케와 두사람이 만남을 갖게 된다. 류스케는 아키코가 거드름을 피우는 데가 없고, 누구에게나 솔직하게 의견을 피력하면서 사진 안에 하나의 탄탄한 것을 지닌 당시 여성으로서는 특이한 개성에 매료됐다고 한다.

### 도망쳐 행방을 감추기로 결심함
아키코의 상경 기회는 덴에몬과 동행하는 봄, 가을 2번으로 교토 등에서 한정되는 밀회 속에서 두사람은 빈번히 편지 교환으로 사이가 깊어졌고, 아키코는 『해방』의 편집부에 전보로 격렬한 사랑 노래를 보내기도 했다. 이윽고, 류스케의 주위에서 아키코와의 관계에 대한 소문이 퍼져, 화족 출신의 부르주아 부인과의 연애 유희 등 사상의 적으로서 1921년 (다이쇼 10년) 1월에 류스케는 『해방』의 편집에서 해임되어, 4월에는 신인회에서 제명되었다. 이 일은 아키코의 마음을 더욱 류스케에게 기울게 했다. 그 해 6월 요코는 잡지 대담에서 같은 죽백회 동인인 쿠죠 타케코(九条武子) 와 처음 만났고, 서로 비슷한 처지에서 금세 마음을 통하는 사이가 된다. 타케코에게도 숨겨진 연인이 있어 벳푸에 초대해 둘이서 여러 가지 이야기를 나누었다.
그러던 중, 아키코가 류스케에게 「지금 처지를 못 견디는, 몇 번이나 자살하려고 했는지 모른다. 지금 상태에서 빨리 나를 구해달라」는 내용의 편지가 날아온다. 1921년 (다이쇼 10년) 8월, 교토에서의 밀회에서 아키코는 류스케의 아이를 임신했다. 간통죄가 있던 남존여비의 이 시대에 사리에 어긋나는 목숨을 건 사랑을 한다. 아키코는 이토가를 나올 각오를 하고, 가을 상경 때 가출을 실행할 준비를 위해, 덴에몬의 마음에 들은 하카타 화류계에서 유명한 게이샤였던 후나코(舟子)를 거금 4천엔을 지불하고 9월 29일자로 화류계에서 폐업시켰다. 오유와 마찬가지로 코마즈카이로 불러들여 자기 대신의 인신공양으로 후나코를 덴에몬의 첩으로 삼았던 것이다. 류스케는 신인회 시절의 동료인 아사히 신문 하야카와 지로(早川次郞) 와 아카마츠 카츠마로(赤松克馬) 등과 상의하여 아키코 도망 계획을 세우고 실행했다. 흔히 말하는 뱌쿠렌 사건이다. 아키코 36살, 류스케 29살이었다.

상세 사항은 뱌쿠렌 사건을 참고

### 2번째 재혼 이후

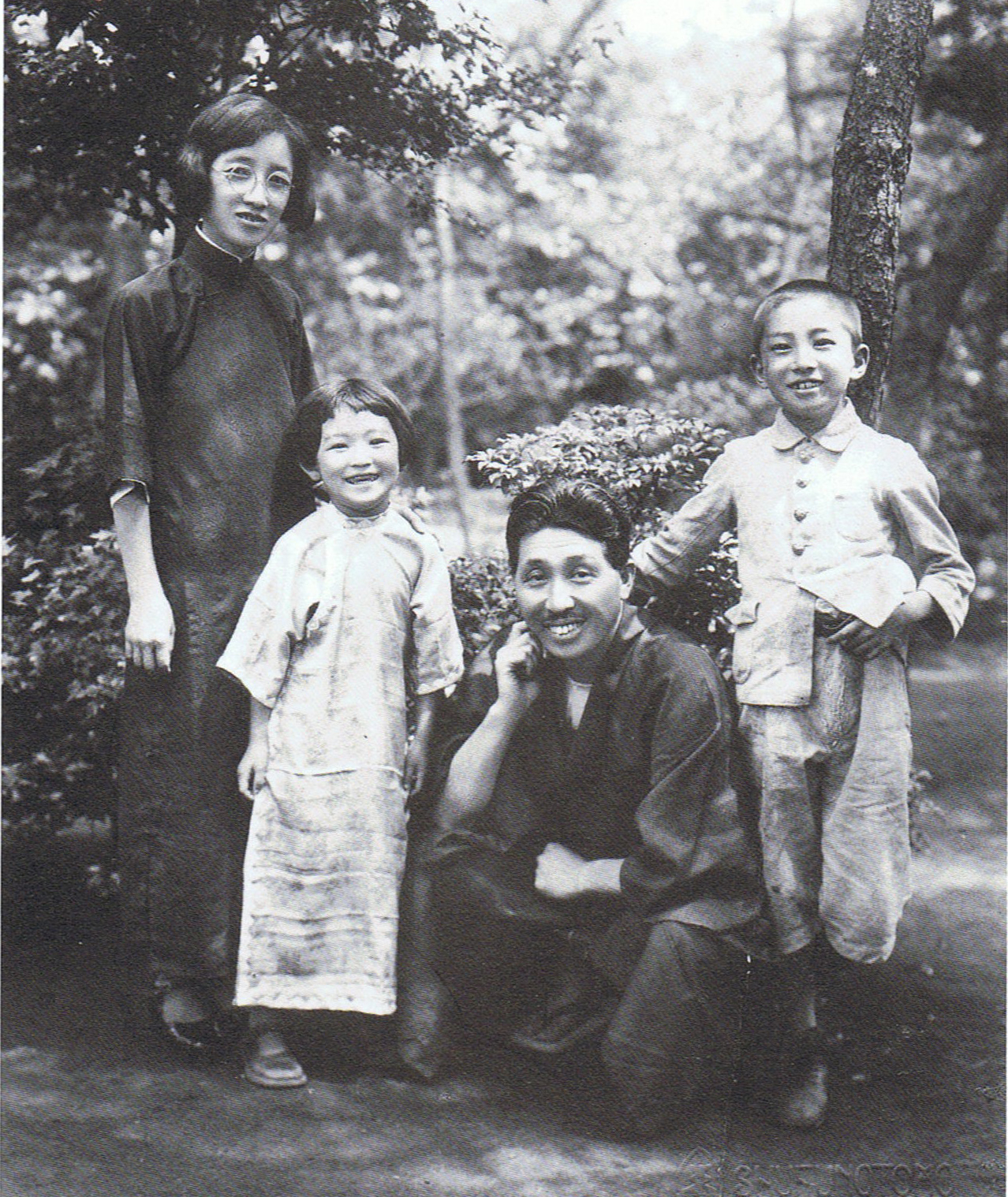
1930년 (쇼와 5년), 아키코, 후키, 류스케, 카오리

우여곡절 끝에, 1923년 (다이쇼 12년) 9월의 관동 대지진을 계기로, 사랑의 도피 소동 와중에 태어난 장남 카오리와 함께 미야자키가의 사람이 된 아키코는, 지금까지 경험한 적이 없는 경제적 곤궁에 직면한다. 변호사가 되어있던 류스케는 결핵이 재발하여 병상에 누웠고, 미야자키가에는 아버지 도텐이 남긴 막대한 빚이 있었다. 바느질은 잘했지만, 취사, 세탁은 못하는 아키코를 대신해, 시어머니 츠치가 가사와 육아를 도맡아 했다. 아키코는 소설을 집필하고, 가집(歌集) 도 출판, 색종이(色紙) 와 강연 의뢰도 맡았으며, 류스케가 움직이지 못했던 3년간은 아키코의 붓 하나로 가계를 꾸렸다. 1925년 (다이쇼 14년) 9월, 장녀 후키(蕗苳) 가 태어났다.
이 무렵, 요시와라 유곽에서 탈출한 오이란 모리 미츠코(森光子) 가 미야자키가로 뛰어들어 도움을 청했다. 처음엔 당황했던 아키코와 류스케였지만, 노총동맹의 협조를 얻어 미츠코의 자유 폐업을 도왔다. 그 후에도 창부의 구제 활동은 계속되어, 1928년 (쇼와 3년) 에도 요시와라로부터 자식이 있는 창부가 미야자키가에 뛰어들고 있다. 창부들에게는 뱌쿠렌은 선망의 존재였다. 이 활동은 폭력단에 표적이 되는 위험한 것이었지만, 요우코는 일찌기 이토가에서 오유나 후나코 등 같은 성(性) 을 희생시킨 죄의식이 있어, 창부의 구제는 그 속죄도 있었다고 보여진다.
몸 상태가 조금 나아진 류스케는 1928년 (쇼와 3년) 11월에 제 1회 보통선거에 입후보하지만, 연설회장에서 혼절하고 각혈해 절대 안정이 필요한 몸이 되었다. 아키코는 류스케를 대신해 선거운동 연단에 서서 색종이를 파는 등, 선거 자금을 조성해 남편을 지원했다. 미야자키가에 의존하는 노동 운동 관련자와 중국인 유학생, 요시와라를 탈출한 창부 등을 식객으로 모셨다. 생활이 어려운 교토 출신의 화족 자제를 가쿠슈인에 보내기 위해 집에 살게 했고, 그 중에는 키타코지가에 남겨두고 온 첫 아이인 이사미츠도 있었다. 도망 사건 이후 『마음의 꽃(心の花) 』에의 투고를 거절하고 있었지만, 1934년 (쇼와 9년) 에 스스로의 노래 장소로써 노래 잡지 『코토타마(ことたま) 』를 간행했다.

### 전쟁과 노후

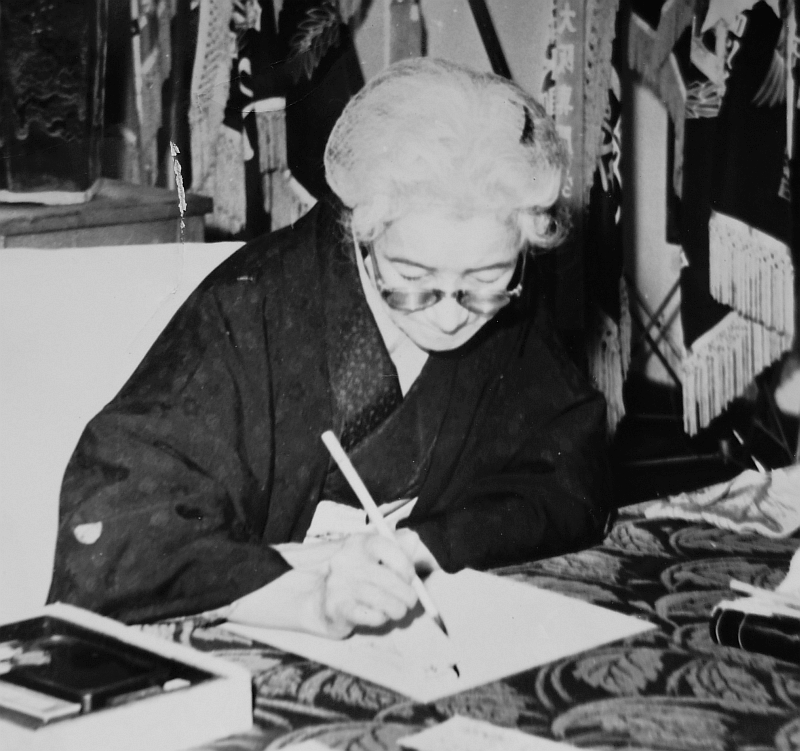
노년, 색종이로 향하는 뱌쿠렌

1937년 (쇼와 12년) 7월, 루거우차오 사건으로 긴박한 중국과의 화평공작 특사로서 류스케가 코노에 후미마로(近衛文) 수상의 의뢰로 상하이에 파견되었지만 실패, 고베에서 구속되어 도쿄로 송환되다. 이들 가족은 가택수색을 피해 타테시나 별장으로 피신했다. 1944년 (쇼와 19년) 12월 1일, 와세다대학 정경학부 재학 중인 장남 카오리가 학도병으로 출진하여 이듬해인 1945년 (쇼와 20년) 8월 11일, 소속되어 있던 육군 가고시마현 쿠시키노시의 기지가 폭격을 받아 전사했다. 향년 23세. 종전 불과 4일 전이었다. 카오리의 전사 소식을 믿지 않고 공보 소식을 버린 아키코는 눈물도 나오지 않고, 그저 멍하니 앉아있었다. 밤이 되면 홀로 마당에서 통곡했다. 백발이 단번에 늘었다고 하며, 이는 심적 고통이 있었다고 생각 되지만, 백발을 싫어했던 아들을 위해 염색하던 것을, 전사 이후 그만 두었다고 본인이 설명하고 있었다는 증언도 있어, 진상은 확실치 않다.

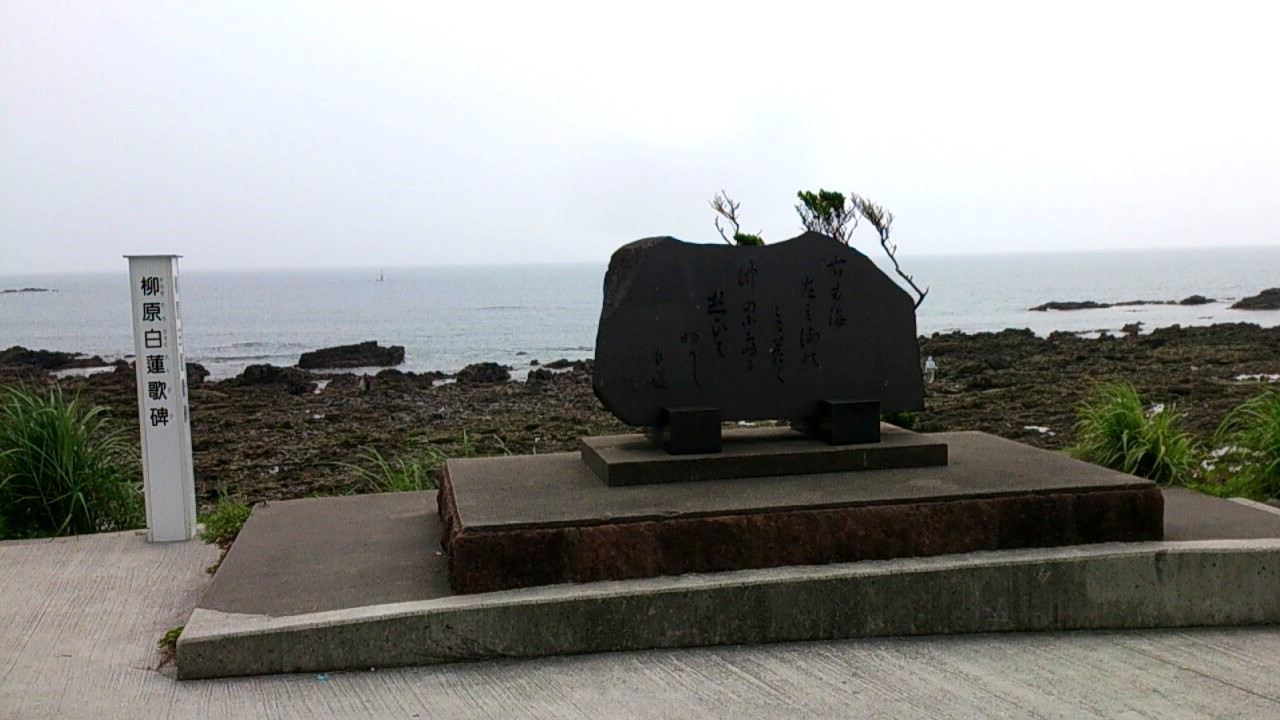
1957년 (쇼와 32년) 에 이치키쿠시키노시 부인회의 초천에 의한 강연회 후, 나가사키의 절경에 매료되어 남긴 노래의 기념비. 「右も海 左も海の 色蒼く 沖の小島に 想ひは ふかし」

1946년 (쇼와 21년) 5월에 NHK라디오에서 아이의 죽음의 슬픔과 평화를 호소하는 마음을 말한 것을 계기로, 「슬픈 어머니회(悲母の会) 」를 결성해, 열성적인 평화 운동가로서 지부 설립을 위해 전국을 돌아다녔다. 나이의 절반, 집을 비운 적도 있다고 한다. 이 모임은 외국과도 연계해 「국제 슬픈 어머니회(国際悲母の会) 」이 되었고, 다시 세계연방운동부인부로 발전시켰다. 1953년 (쇼와 28년) 10월, 세계 연방 부인부 부장으로서의 강연회서, 도망 사건 이후 32년만에 큐슈 후쿠오카의 땅을 방문했다.
1959년 (쇼와 34년) , 황태자와 민간인 쇼다 미치코와 결혼 할 때, 고준황후, 야스히토친왕비 세츠코, 노부히토친왕비 키쿠코, 나시모토 이츠코, 마츠다이라 노부코 등과 함께 극렬히 반대했다.
1961년 (쇼와 36년) , 녹내장으로 서서히 두 눈의 시력을 잃는다. 류스케의 극진한 수발 아래, 딸 내외의 보살핌을 받으며 노래를 부르며 살았던 평온한 말년이었다. 1967년 (쇼와 42년) 2월 22일, 심장 쇠약으로 니시이케부쿠로의 자택에서 사망했다. 향년 81세. 계명 妙光院心華白蓮大姉.
유골은 카오리와 함께 가나가와현 사가미하라시 세키로산의 현경사(顕鏡寺) 에 봉안되었다.

## 가족 ㆍ 친척 관계
- 아버지 : 야나기와라 사키미츠
- 적모 : 다테 하츠코 (다테 무네나리의 차녀)

- 생모 : 오쿠츠 료 (신미 마사오키의 3녀)
- 이복 오빠 : 야나기와라 요시미츠 (후처ㆍ하나코를 통해 카와무라 스미요시, 니시 타케이치, 사카모토 타마오 등과 연결된다)
- 이복 언니 : 야나기와라 노부코 (이리에 타메모리 부인, 이리에 타메츠네ㆍ스케마사 형제의 어머니)
- 양부 : 키타코지 요리미츠
- 양모 : 이노쿠마 히사코 (이노쿠마 요시노리의 딸)

- 첫번째 남편 : 키타코지 스케타케
  - 장남 : 키타코지 이사미츠
- 두 번째 남편 : 이토 덴에몬
- 세 번째 남편 : 미야자키 류스케
  - 차남 : 미야자키 카오리
  - 장녀 : 미야자키 후키 (꽃꽂이, 데릴사위를 맞이해 미야자키가를 이어감)
- 유모 : 마스야마 쿠니
- 유형제(乳兄弟) : 코이케 히코타로 (쿠니의 사위)
  - 쿠니 사망 후, 키타코지가에서 소박맞은후 유폐 시절에 가출한 아키코를 숨겨줌. 이토가 도망사건때에도 언제 올까하고 살이 빠질 정도로 마음을 졸이고 있었다고 한다. 아키코의 말년까지 교류는 계속되어 임종도 지켜보았다.

## 연보
- 1885년 (메이지 18년) 10월 15일, 도쿄에서 태어남. 시나가와에 수양딸로 보내짐
- 1894년 (메이지 25년) 야나기와라가에 돌아와, 아자부난잔초등학교 입학 (7세)
- 1894년 (메이지 27년) 키타코지가의 양녀가 되어, 타케하야사범부속초등학교로 전학 (9세)
- 1898년 (메이지 31년) 화족여학교에 입학 (13세)
- 1900년 (메이지 33년) 화족여학교 중퇴, 키타코지 스케타케와 결혼. 다음 해 남아(이사미츠) 출산 (15세)
- 1905년 (메이지 38년) 키타코지 스케타케와 이혼. 친정에 돌아옴. (20세)
- 1908년 (메이지 41년) 토요에이와여학교에 편입함. 죽백회에 입문. (23세)
- 1910년 (메이지 43년) 3월, 토요에이와여학교 졸업.
- 1911년 (메이지 44년) 2월, 이토 덴에몬과 재혼. (25세)
- 1915년 (다이쇼 4년) 뱌쿠렌이라는 필명으로 제 1 가집『후미에(踏絵)』 출판.
- 1917년 (다이쇼 6년) 4월, 치쿠호의혹사건에 증인으로써 출석.
- 1919년 (다이쇼 8년) 시집 『几帳のかけ』・ 가집 『幻の華』 출판
- 1920년 (다이쇼 9년) 1월, 편집자로써 벳푸를 방문한 미야자키 류스케와 만난다. 희곡 『指鬘外道』 출판
- 1921년 (다이쇼 10년) 10월, 뱌쿠렌 사건. 이토 덴에몬과 이혼. 『白蓮自選歌集』출판 (36세)
- 1922년 (다이쇼 11년) 5월, 남아(카오리) 출산.
- 1923년 (다이쇼 12년) 9월, 관동대지진. 카오리와 함께 미야자키가에 들어감. 11월 16일, 화족 제적. 이후, 야나기와라 뱌쿠렌, 야나기와라 아키코의 필명으로 활동.
- 1924년 (다이쇼 13년) 소설 『則天武后』 출판
- 1925년 (다이쇼 14년) 9월, 장녀 후키 탄생. 가집 『紫の梅』 출판
- 1928년 (쇼와 3년) 가집 『流転』『筑紫集』・ 자전소설 『荊棘の実』・소설 『恋愛懺悔』 출판
- 1930년 (쇼와 5년) 소설 『青春譜』 출판
- 1931년 (쇼와 6년) 미야자키 도텐 유족으로 국빈으로써 류스케와 중국 방문.
- 1934년 (쇼와 9년) 가지(歌誌) 『ことたま』 창간
- 1937년 (쇼와 12년) 7월, 루거우차오 사건
- 1939년 (쇼와 14년) 『歴代女流歌人の鑑賞』 출판
- 1943년 (쇼와 18년) 소설 『民族のともしび』 출판
- 1945년 (쇼와 20년) 8월, 카오리, 가고시마현 쿠시키노시에서 폭격에 의한 사망 (59세)
- 1946년 (쇼와 21년) 1월, 장녀 후키 결혼. 슬픈 어머니회 결성(悲母の会), 평화운동에 참가.
- 1947년 (쇼와 22년) 가집 『踏絵・幻の華』(日本文学選) 출판
- 1950년 (쇼와 25년) 『短歌教室』 출판
- 1954년 (쇼와 29년) 『ことたま選集』
- 1956년 (쇼와 31년) 5월, 류스케와 중국 방문. 마오쩌둥 주석, 저우언라이 총리와 대면. 가집 『地平線』 출판 (70세)
- 1967년 (쇼와 42년) 2월 22일 사망. (81세) 장례위원장은 카타야마 테츠.

## 야나기와라 뱌쿠렌과 관련있는 작품
- 레이진(麗人) - 뱌쿠렌 사건을 모델로 한 영화
- 하나코와 앤 - 2014년도 NHK연속TV소설. 뱌쿠렌을 모델로 한 「하야마 렌코(葉山蓮子)」가 등장 (나카마 유키에가 연기함)
- 비극의 여왕 (悲劇の女王) - 뱌쿠렌을 모델로 하는 「야키시마 키라코 (八木嶋煌子)」가 등장하는 요시무라 아케미의 만화
- 숯에 백련(炭に白蓮) - 뱌쿠렌 사건을 모델로 한 야마다 케이코의 만화

## 참고 문헌
- 井上洋子 『西日本人物誌（20） 柳原白蓮』西日本新聞社, 2011年。
- 千田稔 『明治・大正・昭和華族事件録』 新潮文庫, 2005年. 新人物往来社, 2002年
- 永畑道子『恋の華・白蓮事件』 新評論, 1982年, 文春文庫, 1990年, 藤原書店（新版）, 2008年
- 宮崎蕗苳（聞き書き：宮嶋玲子）『白蓮〜娘が語る母燁子〜』「旧伊藤伝右衛門邸の保存を願う会」発行、2007年
- 宮田昭 『筑豊一代 炭鉱王 伊藤傳右衛門』書肆侃侃房、2008年
- 「特集 柳原白蓮 大正十年のスキャンダル」『彷書月刊』（2003年2月号）、弘隆社、2003年

뱌쿠렌 저작 (복각판)
- 『踏絵』（ながらみ書房、2008年10月）
- 『白蓮自叙伝 荊棘の実』（河出書房新社、2014年8月）
- 『ことたま　柳原白蓮エッセイ集』（河出書房新社、2015年11月）

전기 ・편찬서
- 馬場あき子・林真理子・東直子・宮崎蕗苳編 『流転の歌人 柳原白蓮 紡がれた短歌とその生涯』（NHK出版、2014年8月）
- 宮崎蕗苳・著 『娘が語る白蓮』（山本晃一編、河出書房新社、2014年8月）
- 宮崎蕗苳・監修『白蓮 気高く、純粋に。時代を翔けた愛の生涯』（河出書房新社、2014年8月）

소설・희곡
- 林真理子『白蓮れんれん』 中央公論社 1994年、中公文庫 1998年、集英社文庫 2005年
- 斎藤憐『恋ひ歌　宮崎竜介と柳原白蓮』 而立書房　2003年

관련 링크
- 長谷川時雨『「柳原白蓮」（青空文庫）「解放 明治文化の研究特別号」1921年
- 松本紀子（鎌倉女子大学学園長）「柳原白蓮と私」、2014年